# Административное деление Орла

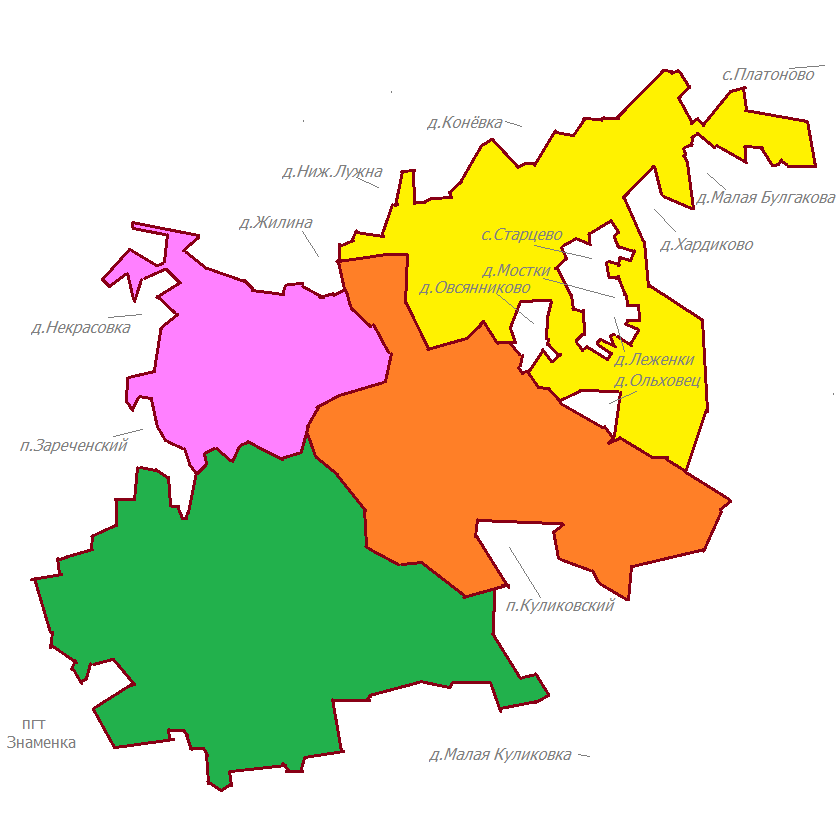
Районы города Орла
Железнодорожный
Заводской
Северный
Советский

Город Орёл с точки зрения административно-территориального устройства области разделён на 4 района города.
Районы города являются административно-территориальными единицами, не имеющими статуса муниципальных образований.
В рамках административно-территориального устройства области Орёл является городом областного значения; в рамках муниципального устройства в его границах образовано муниципальное образование город Орёл со статусом городского округа с единственным населённым пунктом в его составе.

## Районы
| Название        | Площадь, км² | Население, чел. | Код ОКАТО  |
| --------------- | ------------ | --------------- | ---------- |
| Железнодорожный | 31,1         | ↘54 515         | 54 401 364 |
| Заводской       | 49,1         | ↘103 065        | 54 401 366 |
| Северный        | 25,0         | ↘62 856         | 54 401 368 |
| Советский       | 15,8         | ↘76 197         | 54 401 369 |

## Микрорайоны
В городе выделяют микрорайоны, часть из которых в прошлом являлась самостоятельными сельскими населёнными пунктами в современной терминологии, либо пригородными слободами:
8-й магазин,
909-й квартал,
Алроса,
Артельный,
Ботаника,
Весёлая Слобода,
Гипсовый,
Дворянка,
Завокзальный,
Карачёвка,
Кирпичка,
Костомаровка,
Лужки,
Микрорайон,
Монастырка,
Мясокомбинат,
Наугорка,
Помойка,
Пушкарка,
Приборка,
Прокуровка,
Раздольный,
Ремстанок,
Родина,
Российка,
Семинарка,
Силикатный,
Стрела,
Трансмаш,
Химмаш,
Цветайка,
Черепичка,
Черкасская,
Шанхай,
Элеваторный.
Ряд населённых пунктов Платоновского сельсовета Орловского района Орловской области являются сельскими анклавами внутри городской черты, фактически сливаясь с ней как пригороды: деревни Леженки, Мостки, Овсянниково, Ольховец и село Старцево.

## История
8 октября 1929 года Орёл разделён на 2 района с образованием первого и второго горкомов партии (ПАОО, ф.57, оп.3, д.21, лл. 19-37).
19 сентября 1937 года постановлением ВЦИК была образована Орловская область с центром в городе Орле. Как приложение к этому постановлению было произведено административное деление территории самого нового областного центра с образованием в пределах исторически сложившихся городских границ 3 административных районов: Заводского, Железнодорожного и Советского (по данным Государственного архива Орловской области внутригородские районы в Орле образованы 26 мая 1938 года). В 1960 году все районы города были упразднены, а в 1963 году восстановлены. К 1 февраля 1999 года из состава Железнодорожного района был выделен новый, Северный район.